# 卡普阿主教座堂
卡普阿圣母升天圣殿主教座堂（Basilica Cattedrale di Maria SS. Assunta in Cielo）是天主教卡普阿总教区的主教座堂，位于意大利南部坎帕尼亚大区卡塞塔省卡普阿。该堂始建于856年，1255年祝圣。此后多次重建，在1943年彻底毁于轰炸，1949-1957年重建。建筑风格为罗曼式、巴洛克式和现代式，主保为圣母。
1827年该堂升为宗座圣殿。

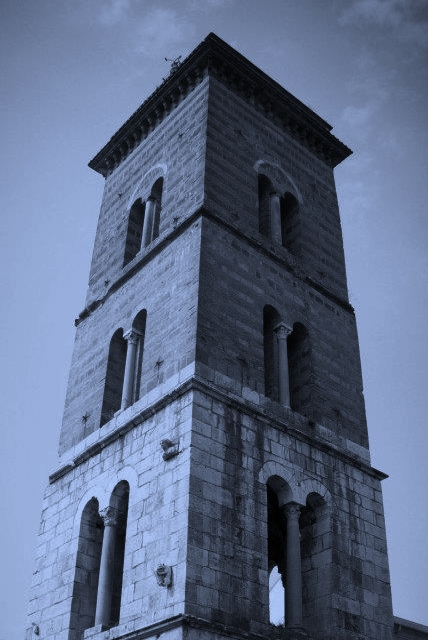
钟楼
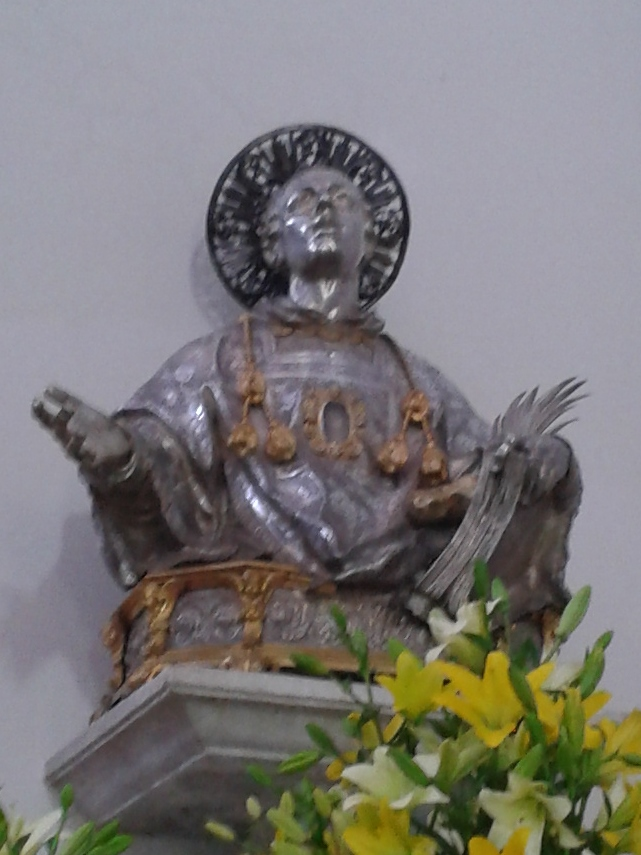
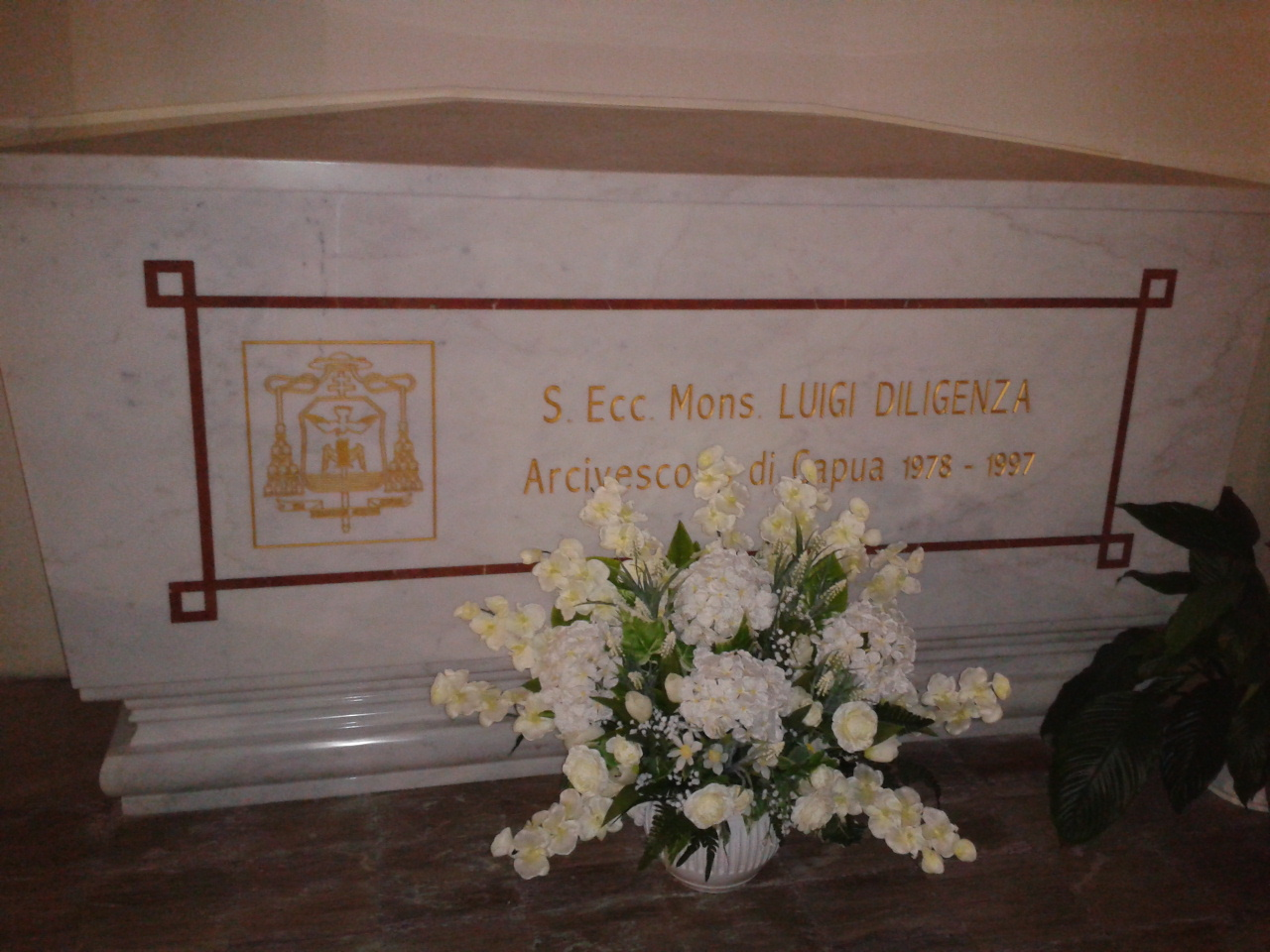
S